# Communauté de communes du Pays de Beynat
Die Communauté de communes du Pays de Beynat ist ein ehemaliger französischer Gemeindeverband mit der Rechtsform einer Communauté de communes im Département Corrèze in der Region Nouvelle-Aquitaine. Sie wurde am 17. Dezember 2002 gegründet und umfasste acht Gemeinden. Der Verwaltungssitz befand sich im Ort Beynat.

## Historische Entwicklung
Mit Wirkung vom 1. Januar 2017 fusionierte der Gemeindeverband mit 
- Communauté de communes du Sud Corrézien und
- Communauté de communes des Villages du Midi Corrézien

und bildete so die Nachfolgeorganisation Communauté de communes Midi Corrézien.

## Ehemalige Mitgliedsgemeinden
1. Albignac
2. Aubazines
3. Beynat
4. Lanteuil
5. Ménoire
6. Palazinges
7. Le Pescher
8. Sérilhac